# Randsfjorden
Randsfjorden er den fjerdestørste sø i Norge og den næststørste i Innlandet fylke. Randsfjorden ligger i kommunene Jevnaker, Gran, Nordre Land og Søndre Land, alle i Oppland. I nord har søen tilløb fra elvene Etna og Dokka. Randsfjorden løber ud i Randselven ved Jevnaker i sydenden af søen.
Randsfjorden ligger 135 moh. og har et areal på 139,2 km². Største dybde er 120 meter.
Udfor Eidsand ligger flere øer, blandt andre Kongeøya og Sandøya. Rundt om søen findes flere golfbaner.
Snorri Sturluson skriver, at en gang kong Halvdan Svarte havde været på besøg på Hadeland, rejste han over Randsfjorden på vej hjem. Da gik han gennem isen med sin hest og slæde, og druknede.
60°23′25″N 10°23′39″Ø / 60.39028°N 10.39417°Ø
|  | Infoboks uden skabelon Denne artikel har en infoboks dannet af en tabel eller tilsvarende. |